# 岐阜放送
株式會社岐阜放送（日语：／ Gifu Hōsō */?），通稱岐阜放送，簡稱GBS，是日本的一家以岐阜縣為播出地區的電視台兼廣播電台。電台呼號為JOZF，自1962年12月24日開始播出。數位電視呼號為JOZF-DTV，遙控器號碼是8頻道，自1968年8月12日開始播出，是日本第一家商業UHF電視台。岐阜放送是獨立電視台，不屬于任何一個電視聯播網，但會與TXN聯播部分節目。

## 資本構成
下表列出2021年3月31日時岐阜放送的主要股東:377：
| 資本金   | 每股價值 | 發行股份總數 | 股東數 |
| -------- | -------- | ------------ | ------ |
| 30億日元 | 5000日元 | 600,000股    | 100    |

| 股東         | 持股數    | 比例   |
| ------------ | --------- | ------ |
| 岐阜新聞社   | 284,460股 | 47.41% |
| 岐阜縣政府   | 102,000股 | 17.00% |
| 十六銀行     | 24,400股  | 4.06%  |
| 大垣共立銀行 | 12,800股  | 2.13%  |
| 中日新聞社   | 12,000股  | 2.00%  |
| 岐阜市政府   | 10,926股  | 1.82%  |
| 岐阜信用金庫 | 10,000股  | 1.66%  |

## 歷史
岐阜縣最初的商業廣播公司是開業於1955年的岐阜放送（日語：岐阜放送株式会社，呼號為JOOF，和本文介紹的公司並非同一公司）。但該公司後更名為東海電台（日語：ラジオ東海），並和三重縣的近畿東海放送合併為東海電台（日語：東海ラジオ）後在1960年3月廢除:7。此後時任岐阜日日新聞社長山田丈夫發起了設立岐阜縣域廣播電台的運動，並在1960年9月20日舉辦了「株式會社岐阜電台」設立發起人會:7。同年10月4日，岐阜電台正式申請獲得播出執照，並和情況類似的茨城縣、栃木縣等合作向郵政省請願:8。1962年5月9日，郵政省批准岐阜縣獲得縣域電台用的電波頻段:9。同年7月10日，岐阜電台獲得這一頻段的預備執照:9。9月7日，株式會社岐阜電台在岐阜日日新聞社舉辦創立總會，正式設立:10。此後岐阜電台在岐阜市西北部的曾我屋購地，以作為訊號發射站使用:10-11。1962年12月4日12時30分，岐阜電台開始試播:11。在12月15日獲得正式的播出執照後，岐阜電台於12月24日9時30分正式開始播出:12。1963年，岐阜電台完成了第三和第四錄音棚:15。1964年12月24日，岐阜電台高山放送局開始播出節目，象徵岐阜電台覆蓋飛驒地方:18-19。翌年岐阜電台在惠那市開設惠那放送局，覆蓋東濃一帶:19。1968年1月，岐阜電台更改公司名稱為岐阜放送。並在同年4月1日開設下呂·萩原放送局，播出範圍擴大至飛驒南部:20。
岐阜電台在開播後翌年就決定申請電視播出執照，最初計劃獲得VHF7頻道的播出執照:15。1963年8月23日，岐阜電台提出了開設UHF電視頻道的申請:21。然而這一構想要到1965年郵政省同意開放UHF電波用於電視播出後才成為現實:22。1967年10月2日，郵政省發布UHF電視頻率第一次分配計劃案，岐阜位列最初獲得UHF頻率的18個地區之一:23。當時除了岐阜電台之外，岐阜縣內另有兩家公司申請獲得電視播出執照。此後在時任岐阜縣知事平野三郎的調停下，三家公司同意整合申請。而岐阜放送也進行增資，以準備播出電視:23。
1968年7月20日9時，岐阜放送開始試播電視節目:25。同年8月12日8時50分，岐阜放送正式開始播出電視節目，播出的第一個節目是岐阜日日新聞News。岐阜放送也因此成為日本第一家商業UHF電視台:26。岐阜放送在1977年購入了位於岐阜市今小町的一塊和岐阜日日新聞社鄰接的土地，並於1979年11月1日開始修建新總部:29。翌年9月30日，岐阜放送新總部竣工.10月1日，岐阜放送開始自新總部播出節目:31。
1992年開始，岐阜放送電視實現從早晨9時開始進行全日播出:34。岐阜放送自2005年4月1日開始播出數位電視，遙控器號碼改為8頻道:37。在岐阜市政府的再三邀請下，岐阜放送在2007年遷入岐阜車站前的岐阜City Tower43，並於同年11月11日開始自City Tower43播出節目:39-40。2011年7月24日，岐阜放送停止播出類比電視訊號:42。岐阜放送在2012年迎來開播50週年。作為開播50週年紀念活動的一部分，岐阜放送在岐阜縣美術館舉辦了馬克·夏卡爾展:44-45。2020年6月，岐阜放送開設了新聞網站「Gifu Chan DIGITAL」，向日本全國介紹岐阜縣的新聞:48-49。

## 節目
岐阜放送在開始播出廣播節目之初每日自早晨6時播出18小時的節目，每天播出11節10分的新聞，自製節目每日時長10小時:13。1997年9月，岐阜放送開始播出其第一個傍晚帶狀自製資訊節目《LoveLove Wide岐阜TODAY》，播出時間長達8年:36。現在岐阜放送最主要的帶狀自製資訊節目是《Gifu Sate!》，自2019年開始播出，於每週一至週五18:15播出10分。

## 外部連結
- ぎふチャン （页面存档备份，存于） - 岐阜放送官方網站（日語）
- 岐阜放送的Facebook專頁 （日語）
- 岐阜放送的X（前Twitter） （日語）
- YouTube上的岐阜放送官方頻道